# آرتور باتم
آرتور باتم (انگلیسی: Arthur Bottom; ۲۸ فوریهٔ ۱۹۳۰ – ۱۸ آوریل ۲۰۱۲) بازیکن فوتبال اهل بریتانیا بود.
از باشگاه‌هایی که در آن بازی کرده‌است می‌توان به باشگاه فوتبال یورک سیتی، باشگاه فوتبال شفیلد یونایتد، باشگاه فوتبال چسترفیلد، باشگاه فوتبال آلفرتون تاون، باشگاه فوتبال بوستون یونایتد، و باشگاه فوتبال نیوکاسل یونایتد اشاره کرد.